# FaceRig
FaceRig è un software che simula i movimenti faciali di vari personaggi attraverso un dispositivo di cattura video. L'applicazione è stata sviluppata da un team di sviluppatori indipendenti, ed è stato inizialmente presentato come un progetto di crowdfunding della piattaforma IndieGoGo.

## Sviluppo
La campagna è stata aperta da IndieGoGo il 17 dicembre 2014, superando di gran lunga l'obiettivo principale di 120000 $ in soli 23 giorni. Il 22 ottobre 2014, l'applicazione è stata aggiornata alla versione 0.82b, portando grandi cambiamenti come contenuti aggiuntivi  per la stagione di Halloween, implementazione di nuove scorciatoie da tastiera e di controllo parentale.

## Funzionalità
Facerig permette all'utente di utilizzare almeno una ventina di avatar, animati in tempo reale. I movimenti avvengono in contemporanea a quelli che fa la persona grazie alla fotocamera o webcam, come avviene per le videochiamate di Skype. Inoltre l'applicazione permette di simulare un personaggio a nostra scelta anche in varie piattaforme come Chatroulette o Omegle. Il numero di avatar disponibili può essere aggiornato scaricando i contenuti aggiuntivi aggiornati periodicamente dagli sviluppatori del gioco e pubblicati sulla piattaforma di Steam. L'applicazione utilizza il kit di sviluppo Visage Technologies che offre molte caratteristiche che variano dal semplice riconoscimento facciale al movimento della bocca e degli occhi.